# STARTTLS
STARTTLS，是一種明文通訊協定的擴充功能，能夠讓明文的通訊連線直接成為加密連線（使用SSL或TLS加密），而不需要使用另一個特別的埠來進行加密通訊，属于机会性加密。
STARTTLS可以搭配許多應用層協定一同運作。在IMAP及POP3中使用STARTTLS，被定義為 RFC 2595 。在SMTP中使用，定義為 RFC 3207 。在FTP中使用，定義為 RFC 4217 。在XMPP中使用，定義為 RFC 6120 。在LDAP中使用，定義為 RFC 2830 。在NNTP中，定義為 RFC 4642 。